# Redmi Note 10 5G
Redmi Note 10 5G — смартфон суббренда Xiaomi Redmi, що належить до серії Redmi Note. Був представлений 4 березня 2021 року разом з Redmi Note 10, Note 10S та Note 10 Pro. Смартфон має підтримку мережі 5G.
19 травня того ж року був представлений POCO M3 Pro, що є ідентичним до Redmi Note 10 5G, окрім дизайну задньої панелі. 26 травня того ж року був Redmi Note 10 5G був представлений в Китаї, але на відміну від глобальної версії, у китайської відсутня макрокамера.
7 липня для російського ринку була предсталвена модель Redmi Note 10T, що є повністю ідентичною до Note 10 5G окрім відсутності підтримки 5G. 20 липня для індійського ринку був представлений Redmi Note 10T 5G з підтримкою 5G.
Redmi Note 10 JE (Japan Edition) був представлений для японського ринку і має схожі характеристики з Redmi Note 10 5G b з іншим процесором, акумулятором і додатковою водостійкістю IP68. Японська версія Redmi Note 10T отримала більшість характеристик від Redmi Note 10 JE але іншу камеру, дизайн, батарею як у Note 10 5G та підтримку eSIM.
24 травня 2022 року в Китаї разом з лінійкою Redmi Note 11T Pro був представлений Redmi Note 11SE, що є тим самим китайським Redmi Note 10 5G, але з дизайном від POCO M3 Pro.

## Дизайн
Екран виконаний зі скла Corning Gorilla Glass 3. Корпус виконаний з глянцевого пластику у POCO M3 Pro та японського Note 10T в кольорі Lake Blue або матового у інших моделей і варіантах кольорів.
Знизу розміщені роз'єм USB-C, динамік та мікрофон. Зверху розташовані другий мікрофон, ІЧ-порт та 3.5 мм аудіороз'єм. З лівого боку розташований слот під 2 SIM-картки і карту пам'яті формату microSD до 512 ГБ або до 1 ТБ у японських моделей. З правого боку розміщені кнопки регулювання гучності та кнопка блокування смартфону, в яку вбудований сканер відбитків пальців.
Redmi Note 10 5G та Note 10T продається в 4 кольорах: Graphite Gray (сірий), Chrome Silver (сріблястий), Nighttime Blue (синій), Aurora Green (зелений).
Redmi Note 10T 5G продається в 4 кольорах: Graphite Black (сірий), Chromium White (сріблястий), Metallic Blue (синій), Mint Green (зелений).
POCO M3 Pro продається в 3 кольорах: Power Black (чорний), POCO Yellow (жовтий), Cool Blue (синій).
Redmi Note 10 JE продається в кольорах Graphite Gray (сірий) та Chrome Silver (сріблястий).
Японський Redmi Note 10T продається в 3 кольорах: Azur Black (світло-сірий), Nighttime Blue (синій) та Lake Blue (блакитний).
Redmi Note 11SE продається в кольорах Shadow Black (чорний) та Space Blue (синій).

## Технічні характеристики

### Платформа
Redmi Note 10 5G, Note 11SE та POCO M3 Pro отримали процесор MediaTek Dimensity 700 та графічний процесор Mali-G57 MC2.
Японські моделі отримали процесор Qualcomm Snapdragon 480 та графічний процесор Adreno 619.

### Батарея
Батарея Redmi Note 10 5G, Note 11SE, POCO M3 Pro та всіх варіантів Note 10T отримала об'єм 5000 мА·год, а Redmi Note 10 JE ― 4800 мА·год. Всі моделі отримали підтримку швидкої 18-ватної зарядки.

### Камера
Redmi Note 10 5G, Note 10 JE та POCO M3 Pro отримали основну потрійну камеру 48 Мп, f/1.8 (ширококутний) з фазовим автофокусом + 2 Мп, f/2.4 (макро) + 2 Мп, f/2.4 (сенсор глибини) з фазовим автофокусом.
Китайстка версія Redmi Note 10 5G та Note 11SE отримали основну подвійну камеру 48 Мп, f/1.8 (ширококутний) з фазовим автофокусом + 2 Мп, f/2.4 (сенсор глибини).
Японська версія Redmi Note 10T отримала основну подвійну камеру 50 Мп, f/1.8 (ширококутний) з фазовим автофокусом + 2 Мп, f/2.4 (сенсор глибини).
Усі моделі отримали фронтальна камеру 8 Мп, f/2.0 (ширококутний).
Основна та фронтальна камера всіх моделей вміє записувати віде в роздільній здатсності 1080p@30fps.

### Екран
Екран IPS LCD, 6.5", FullHD+ (2400 × 1080) зі співвідношенням сторін 20:9, щільністю пікселів 405 ppi, частотою оновлення дисплея 90 Гц та круглим вирізом під фронтальну камеру, що знаходиться зверху в центрі.

### Пам'ять
Redmi Note 10 5G та Note 10T продаються в комплектаціях 4/64, 4/128 та 6/128 ГБ.
POCO M3 Pro та Redmi Note 10T 5G продаються в комплектаціях 4/64 та 6/128 ГБ.
Redmi Note 10 JE та японський Note 10T продаються в комплектації 4/64 ГБ.
Redmi Note 11SE продається в комплектаціях 4/128 та 8/128 ГБ.

### Програмне забезпечення
Redmi Note 10 5G, Note 11SE та POCO M3 Pro були випущені на MIUI 12 на базі Android 11. Також у POCO M3 Pro замість стандартного робочого столу MIUI встановлений POCO Launcher.
Redmi Note 10 JE був випущений на MIUI 12.5 на базі Android 11.
Японський Redmi Note 10T був випущений на MIUI 13 на базі Android 11.
Усі були оновлені до MIUI 14 на базі Android 13.